# Parasemia henrichoviensis
Parasemia henrichoviensis là một loài bướm đêm thuộc phân họ Arctiinae, họ Erebidae.